# Theehuisje (Bredevoort)

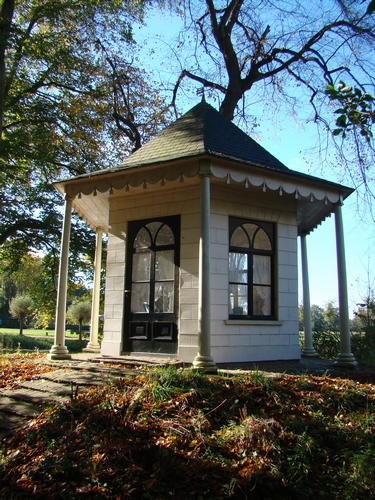
Theehuisje in Bredevoort

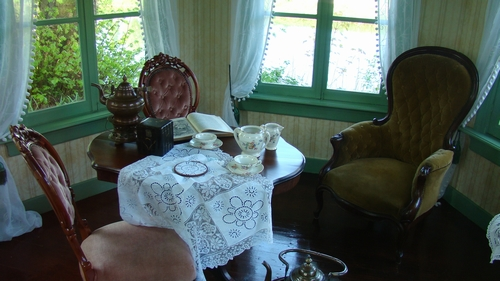
Interieur

Het Theehuisje is een 19e-eeuws theekoepeltje in de tuin van Sint Bernardus aan de Grote Gracht van Bredevoort in de Nederlandse provincie Gelderland.

## Geschiedenis
Het theekoepeltje maakt onderdeel uit van het Vestingpark, de voormalige tuin van het Sint Bernardus. De familie Satink als oorspronkelijk bezitter was middels een huwelijk verbonden met de familie Roelvink, en de Roelvinks erfden uiteindelijk het gehele bezit van de Satinks. Bernard Andreas Roelvink, de rentmeester van stadhouder Willem V, liet in 1764 het huis uitbreiden tot rentmeestershuis van nu. In 1782 werd het Bastion Vreesniet in erfpacht gegeven aan Bernard Andries Roelvink. Deze vestingwerken werden in de 19e eeuw aan ontmanteling onderworpen ten behoeve van de aanleg van de tuinen die er nog altijd liggen. Een klein stukje van de onderwal is bewaard gebleven, daar is het theekoepeltje van de familie Roelvink op gebouwd. Het huisje heeft de tijd getrotseerd en valt tegenwoordig onder de zorg van Bredevoorts Belang. Het huisje staat op de gemeentelijke monumentenlijst van de gemeente Aalten maar ook op de lijst van rijksmonumenten van het monumentenregister.

## Renovatie
Het monumentale theekoepeltje in de tuin van Sint Bernardus werd in 2008 onder leiding van het Bredevoorts Belang nog grondig gerenoveerd. Het Bredevoorts Belang ontving een monumentensubsidie om een deel van de kosten te dekken. Ook het interieur werd onder handen genomen. De boktor die in het eikenhout zat moest worden bestreden, het theekoepeltje heeft een nieuwe vloer gekregen. Het houtwerk binnen werd in de oorspronkelijke lindegroene kleur geschilderd. Tevens is er behang aangebracht dat het originele 19e-eeuwse behang benadert. Er waren fragmenten teruggevonden van het oorspronkelijke behang. De inrichting bestaat uit 19e-eeuwse meubels en accessoires en is ingericht alsof de familie Roelvink een ogenblik eerder nog gebruik hebben gemaakt van de theekoepel.